# Observatoire de Hradec Králové
L'Observatoire de Hradec Králové (en tchèque : Hvězdárna Hradec Králové) est à la fois un observatoire astronomique et un planétarium. L'Institut de physique de l'atmosphère et l'Institut hydrométéorologique tchèque se trouvent également dans le même bâtiment. Fondé en 1961, il est situé dans périphérie sud de Hradec Králové en République tchèque. 